# Иљушин Ил-12
Иљушин Ил-12 (НАТО назив Coch) је двомоторни совјетски путнички (транспортни) авион који је произведен у фабрици авиона у Москви Совјетском Савезу периоду од 1945. до 1953. године. Намењени су за кратке и средње линије ваздушног путничког саобраћаја и војним потребама као транспортни, десантни, за вучу једрилица и санитетски авион.

## Пројектовање и развој
Конструкциони биро Иљушина (ОКБ Иљушин) је имао искуства са пројектовањем путничких авиона и пре Другог светског рата. Наиме, на основу бомбардера ДБ-3 направљена је путничка варијанта авиона који је назван „Москва“ којим су уочи рата прављени значајни летови (Далеки исток и Северна Америка). Даља усавршавања и пројектовање нових путничких авиона прекинуто је у току рата јер се тежиште рада пренело на усавршавање бомбардерске авијације.
Током и непосредно после Другог светског рата, у Совјетском Савезу основни авиони за транспорт путника и војске на кратким и средњим линијама били су DC-3 и његова руска варијанта Ли-2. Планирано је да се ови авиони замене новим па је у бироу Иљушина настављен рад на пројектима путничких авиона које је рат прекинуо. Пројектован авион Иљушин Ил-12 чији је први пробни лет обављен 15. августа 1945. године. Први прототип је имао два дизел-мотора сваки по 1.500 KS. Пошто није задовољио основне захтеве на том прототипу су замењени мотори и уграђени су проверени бензински радијални мотори АШ-82, а модификовани прототип је полетео већ 9. јануара 1946. године. Тестирање је настављено у току 1946. године, вршена су побољшања избачени су делови направљени од магнезијума и замењени легурама алуминијума. Током 1947. године пет авиона Ил-12 експерименталне серије су укључени у састав Аерофлота како би се утврдила њихова експлоатациона способност.
Одмах након завршетка тестирања авиона Ил-12, конструкторски тим Иљушина почео се интензивно бавити проблемом повећања безбедности путничких авиона. Коришћењем двомоторних авиона DC-3 и Ли-2 током рата установљено је да је највећи број несрећа проузрокован отказивањем једног мотора у фази полетања. Решавањем овог проблема на авиону Ил-12 настао је авион Ил-14 који је био у стању да под пуним оптерећењем полети са једним мотором.
Иљушин Ил-12 је авион потпуно металне конструкције са ниско постављеним крилима на којима се налазе два ваздухом хлађена клипно радијална мотора са четворокраким металним елисама. Труп авиона је кружног облика а путничка кабина и кокпит пилота су под притиском. Грејање површина крила против замрзавања се вршило помоћу издувних гасова мотора. Стајни трап је система трицикл са предњом носном ногом која омогућава бољу прегледност приликом слетања и полетања авиона. На главним ногама стајног трапа су дуплирани точкови „близанци“, тако да је олакшано слетање и полетање авиона и са лоше припремљених писта. Овај авион је релативно брзо замењен авионом Ил-14 а пошто су били веома слични, преко 50 њих су модификацијом преведени у Ил-14.

### Варијанте авиона Ил-12
Авион Иљушин Ил-12 се производио у фабрици Иљушин у Москви. Авион Иљушин Ил-12 је прављен за цивилни транспорт путника али исто тако и војни транспорт, стога је постојало неколико варијанти овог авиона:
- Ил-12 - основни први производни тип авиона,
- Ил-12А - путничка верзија са 18 места,
- Ил-12Б - верзије авиона намењени за превоз важних особа, направљено је неколико варијанти ових авиона са 6 до 16 путника, имао је долет 4.000 km.
- Ил-12Д - верзија авиона са 30 до 32 места и 600 kg пртљага или 38 падобранаца,
- Ил-12Т - верзија авиона намењени за превоз терета, серијски је рађен од 1947 до 49. године, имао повећана врата, витло и могао је да пренесе 3.000 kg коришћен је на домаћим линијама и поларном ваздухопловству.
- Ил-12 висококрилац - путничка верзија са 16 места и три члана посаде, веома је подсећао на авион DC-5 који је пројектован 5 година раније, овај пројект је напуштен.

## Оперативно коришћење

### Коришћење у свету
Иљушин Ил-12 је произведен у 663 примерака и углавном су коришћени у Аерофлоту и Совјетском ратном ваздухопловству. Од других земаља коришћен је у пољском ЛОТ-у, чешком ЧСА-у румунском Тарому као и у Бугарској, Кини и Северној Кореји. Овај авион је фактички само утро пут свом много бољем наследнику Ил-14. Учествовао је у Корејском рату као транспортни авион.

## Земље које су користиле овај авион
- Бугарска
- Кина
- Чехословачка
- Пољска
- Румунија
- СССР
- Северна Кореја